# Phasia piceipes
Phasia piceipes là một loài ruồi trong họ Tachinidae.